# Tułów stawonogów
Tułów (łac. thorax) – u owadów i trylobitów drugi (od przodu) odcinek ciała, składający się z trzech, mniej lub bardziej zlanych ze sobą segmentów. Składa się z przedtułowia, śródtułowia i zatułowia. Na każdym segmencie występuje para odnóży, a u owadów uskrzydlonych (Pterygota) na śródtułowiu i zatułowiu obecna jest także para skrzydeł.